# ムパナティッギ
ムパナティッギ（シチリア語：'Mpanatigghi 、イタリア語化：impanatiglie、dolce di carne）は、イタリアのシチリア島ラグーサ県モーディカ特産の、ビスコッティ生地に牛肉とチョコレートのフィリングを詰め焼き上げた伝統郷土菓子。
形は半月状で、生地を焼く前に片側の「腹」に切れ目を入れ、「窓」から少し溢れ出る中身を見せるのが特徴。

## 起源 - 肉とチョコレートの組み合わせ

### スペインの影響説
ムパナティッギの起源ははっきりしないが、シチリアがスペインの支配下に置れていた16世紀にそのスペインの影響によって発祥したと考えられている。ムパナティッギの名前自体も、やはり半月形でスペイン語で「パン生地に包まれた」という意味のエンパナーダに由来していると考えられている。
同じ16世紀初頭にはクリストファー・コロンブスやエルナン・コルテスが、彼らにとっては未知の食用可能な植物・作物を中米からスペインに持ち帰っており、その中にはカカオも含まれていた。当初スペイン宮廷はカカオに興味を示さなかったが、同世紀の半ばごろに中米のケクチ・マヤ族の使節団がスペインを訪れカカオを使った飲料を伝えると、カカオは瞬く間にヨーロッパ中に広まったという。その中には当時スペイン支配下のシシリア島も含まれており、数は少ないもののスペイン料理に時折見られる肉とチョコレートの組み合わせも伝わったのではないと考えられている。

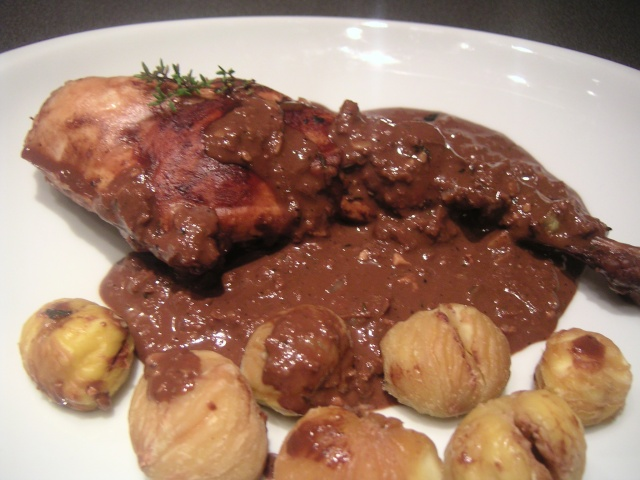
お肉とチョコレートの甘い関係 - ウサギとチョコレートを使ったカタルーニャのコニラムショコラータ(Conill amb xocolata)

但し当時は肉と言ったら狩猟肉で、「チョコレート」は固形でなく液状だった。なおイベリア半島には今でもキジ科の狩猟鳥を使ったPerdiz al chocolateやウサギを使ったConill amb xocolata（カタルーニャ語）などの狩猟肉とチョコレートを組み合わせた料理が残っている。牛肉を使ったものではピレネー山脈地方のシチューEstofado de Ternera a la Catalanaがある。これはcivet と呼ばれる中世から受け継がれているシチューの牛肉版で、civet自体は鹿やヨーロッパウズラなどの狩猟で得た食用可能な肉なら何でも使われてきた。またcivetには元々豚の血が使われていたが、それがチョコレートに置き換えられたと言う。

### 修道院説
もう一つの説は、謝肉祭の翌日から復活祭の間の四旬節では敬虔なカトリック信者は質素な食事をすることが習わしで、特に肉を食することを禁じられていることから、当時のお菓子作りの技術に長けた修道女達が、質素な食事にもかかわらず町から町へと布教活動で移動を続けなくてはならない修道士を不憫に思い作ったことから始まったというものである。質素とは言い難いが四旬節中でも摂取を許されていたマジパンやチョコレートケーキを使いスパイスと共に、その時期禁忌である肉の存在をビスコッティの中に隠した栄養価の高いお菓子を修道士に与えた助けたと言うものである。

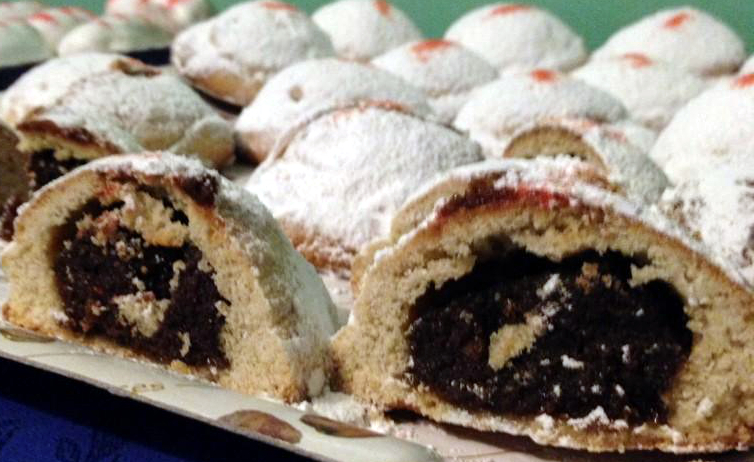
メッシーナ県パッテイではパスティッチョッティ・ディ・カルネ（pasticciotti di carne）という仔牛肉とアーモンド入りのお菓子が作られている

モーディカではないが、18世紀から19世紀初頭にかけて、同じシチリア島内のパレルモのオリグリオーネ修道院の修道女の作る「ドルチ・ディ・カルネ（dolci di carne）」やエンナ地方のマッツァリーノ・デル・エンネーゼ修道院の「パスティッチョッティ・ディ・カルニ・カ・チクーラッティ（pasticciotti di carni ca ciculatti）」はよく知られていた。またメッシーナ県パッテイではパスティッチョッティ・ディ・カルネ（pasticciotti di carne）という仔牛肉とアーモンドのフィリングが入ったお菓子が今も作られている。このパッテイのお菓子も元は修道院で作られていた。

### 狩猟肉消費説
更にもう一つの説は狩猟の過多で余り過ぎた肉をさばくために考え出されたとも言われている。この方法は冷蔵保存の技術が無い時代にカカオと砂糖の効用で余った肉の長期保存を可能とし、かつチョコレートが鮮度が落ちた肉の臭みを隠してくれた。

## 材料
- 生地 - 小麦粉（軟質小麦粉00番が望ましい）、砂糖、黄身、無塩バター（ラード）、レモンゼスト[1][21]
- フィリング - 植物性油、脂身が多めの牛挽肉、アーモンド、果物の砂糖漬け、ビターチョコレート、卵白、卵、砂糖、塩、シナモン、ナツメグ[1][21]
- 生地閉じ用 - 水で薄めた卵白
- 仕上げ - 粉砂糖